# Jim Guy Tucker
Jim Guy Tucker właściwie James Guy Tucker Jr. (ur. 13 czerwca 1943 w Oklahoma City, zm. 13 lutego 2025 w Little Rock) – amerykański polityk, członek Partii Demokratycznej.

## Działalność polityczna
Od 1973 do 1977 był prokuratorem generalnym stanu Arkansas. W okresie od 3 stycznia 1977 do 3 stycznia 1979 przez jedną kadencję był przedstawicielem 2. okręgu wyborczego w stanie Arkansas w Izbie Reprezentantów Stanów Zjednoczonych. Od stycznia 1991 był zastępcą gubernatora stanu Arkansas. 12 grudnia 1992 po ustąpieniu z urzędu gubernatora przez Billa Clintona, przejął jego obowiązki. Po wygranych wyborach w 1994, objął urząd gubernatora, z którego ustąpił 15 lipca 1996 w następstwie sądowego wyroku za oszustwa (tzw. afera Whitewater).